# هايدي تكبر
هايدي تكبر هي رواية كتبها تشارلز تريتن كتكملة لرواية هايدي للكاتبة يوهانا شبيري والتي ترجمت إلى الفرنسية و الإنجليزية عام 1881، ونشرت بواسطة فلاماريون في باريس (1936)، وفي نيويورك بواسطة جروسيت ودنلاب ( 1938).
تبعتها أربع سلاسل أخرى: آو يدفع لهايدي، هايدي الكبر، ابتسامات هايدي، و أطفال هايدي، وهي الوحيدة التي ترجمة إلى الإنجليزية.

## الحبكة
جد الطفله هايدي أرسلها إلى مدرسة داخلية، تديرها الآنسة سميث. وفي غضون أسابيع قليلة، أصبحت هايدي صديقة لمعظم الطلاب الأجانب. وفي العطلة الصيفية، تعرض هايدي اصطحاب إحدى الطالبات "جايمي"، إلى المنطقة الجبلية "آلم" حيث يقطن جدها، إذ خطط والدا الفتاة لقضاء إجازة بدونها ، فتوافق الآنسة سميث على أن ترافق الفتاتين.
في المرتفعات ترى جايمي قطيع الماعز الخاص بالراعي الصغير بيتر . يعرّف بيتر الفتاتين على صغير الماعز الذي اطلق عليه بايرلي. في صباح اليوم التالي، يوافقد الجد لجايمي بالصعود مع هايدي وبيتر إلى مرعى الماعز. يقود بيتر الفتيات إلى قمة قريبة ويتبعه قطيع الماعز دون صعوبة، لكن فجأة يقع ماعزٌ في موقف خطير. ويتعاون على إنقاذه.
تذهب الفتيات إلى القرية للحصول على الإمدادات لبيتر وعنزاته. وهم في القرية تصبح السماء فجأة ملبدة بالغيوم ، وتمطر بشدة فتقرر الفتيات البقاء في قصر ريبوكس. وهبت عاصفة شديدة. سمعت الفتيات صراح احدهم يعلن ان منزل الجد اشتعلت فيه النيران ويطلب المساعدة . تجري هايدي صعودا لمنطقة آلم وتنادي بإسم جدها. يركض الآخرون خلفها. وجدوا الرجل المسن مع عنزاته تحت أشجار التنوب، فتعاونوا جميعا على اخماد الحريق. ساعد القرويون الجد في إعادة بناء المنزل مع إدخال العديد من التحسينات عليه. خلال بقية العطله اعتاد الجد ان يروي للفتاتين أساطير وقصص تثير خيالهن في الامسيات الهادئة .
أكملت هايدي تعليمها وتخرجت، وتم تعيينها للتدريس في مدرسة محلية. عندما بدأ العام الدراسي كسر أحد الطلاب إناء الزهور وهرب. وجد بيتر الطفل مختبئا في كهف قريب واخبر هايدي.
وفي اليوم التالي ذهبوا إلى الكهف. وعند سؤال الطفل علمت هايدي أن المعلم السابق كان يضع الأطفال المزعجين في هذا الكهف، ويطلق عليه اسم "زنزانة المدرسة".
مرض جد هايدي، فتولت جايمي تعليم أطفال المدرسة مكانها لتتفرغ للعناية بالجد. وعندما تعافى الجد طلب بيتر يد هايدي للزواج فقبلت. وبدأ تحضيرات حفل الزفاف و ساعد القرويون في ذلك .
ارتدى بيتر بذلة يوم الأحد الخضراء، و قادت جايمي جوقة أطفال من طلاب المدرسة. وكان من بين ضيوف حفل الزفاف "كلارا" صديقة هايدي القديمة، و"مارثا" أخت جايمي الصغيرة.
وبعد ان تزوجا ترك بيتر و هايدي حفل زفافهما لمشاهدة غروب الشمس كما اعتادا في طفولتهما.